# Pulpettak

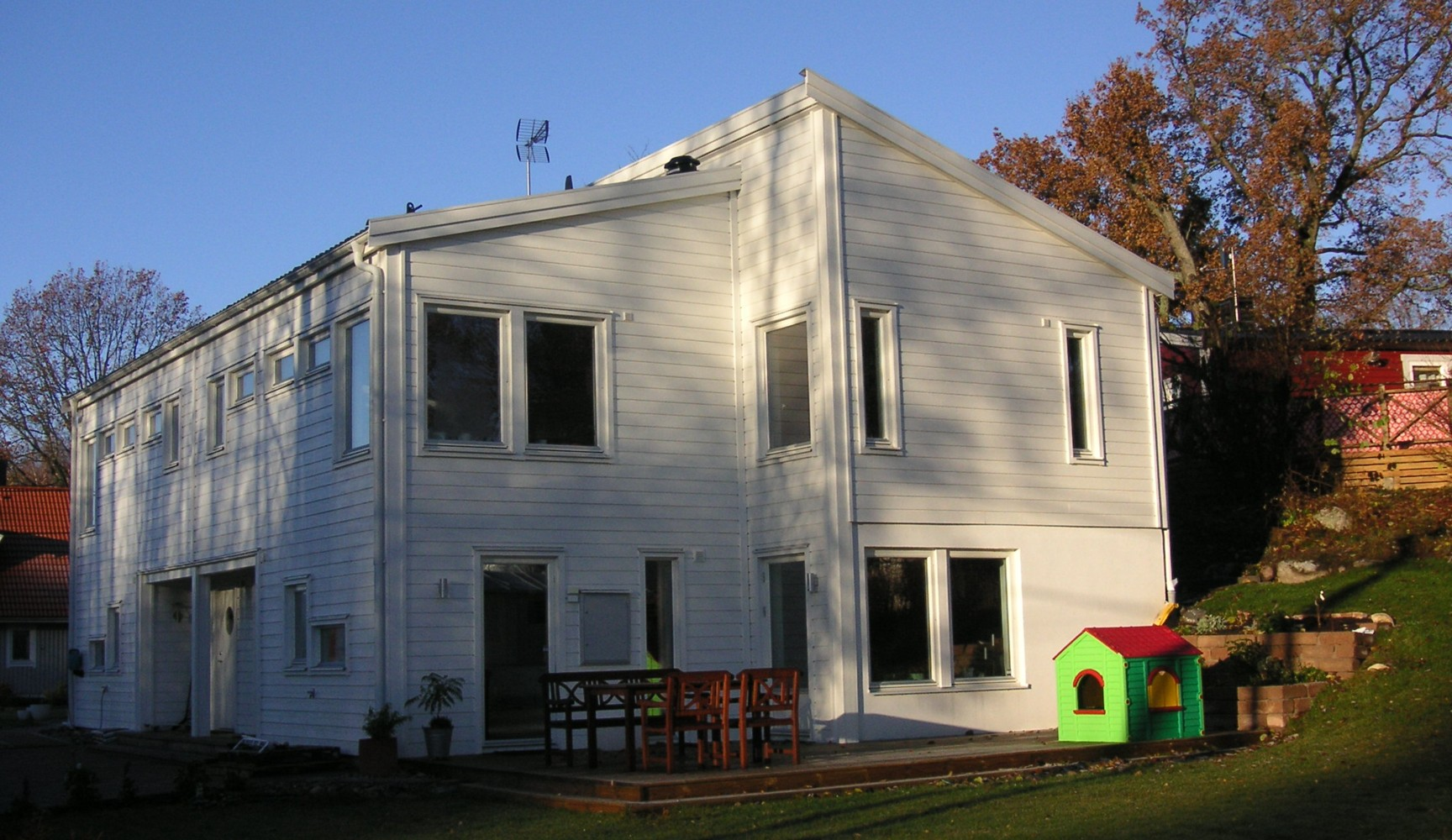
Pulpettak på en modern villa.

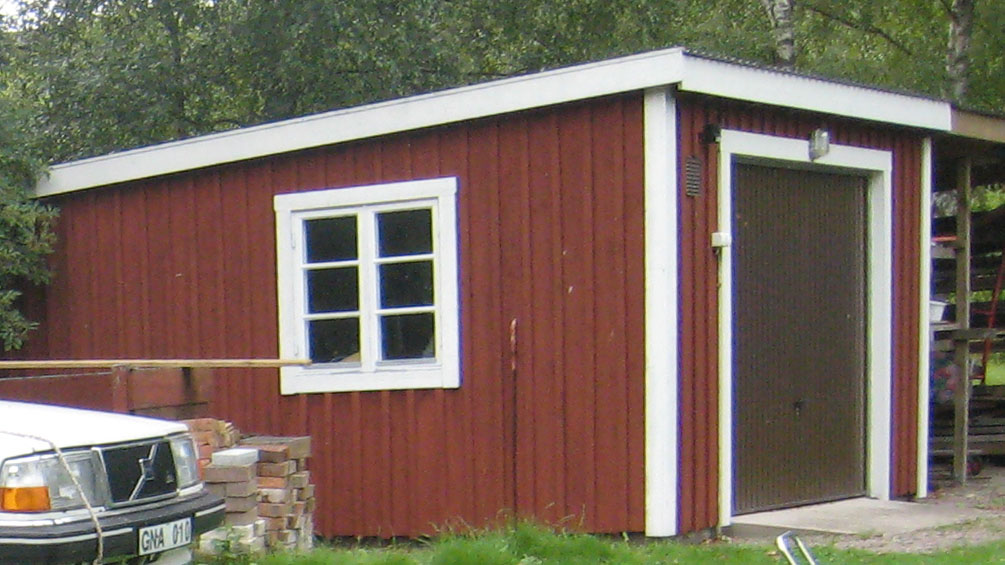
Luta: ett mindre hus (uthus eller skjul) med halvtak (pulpettak).

Pulpettak är ett tak som utgörs av ett enda takfall, med en viss lutning. Brutna pulpettak förekommer också. Namnet kommer av att taket liknar en skrivpulpet.
Pulpettak används ofta som arkitektoniskt uttrycksmedel på moderna villor, där exempelvis två mot varandra ställda pulpettak i olika höjd nästan bildar ett sadeltak. Även flerbostadshus från 1930-talet, de så kallade smalhusen, hade ofta pulpettak.